# 上長磯町
上長磯町（かみながいそまち）は、群馬県前橋市の地名。郵便番号は379-2165。2013年現在の面積は0.58km2。

## 地理
桃ノ木川右岸に位置している。

### 河川
- 桃ノ木川

## 歴史
江戸時代頃からある地名であり、前橋藩領だった。もとは下長磯村（現・下長磯町）と一村で「長磯村」と称していた。

### 年表
- 戦国時代 - 「大胡庄之内･･･長安村」の名が山内上杉氏所領として「上州之内　持分之事」（「彦部文書」）に見える[5]。
- 天正18年（1590年） - 平岩親吉が前橋城主となり、以後上長磯は江戸時代を通じて前橋藩領だった[6]。

- 元禄15年（1702年） - 元禄郷帳に上長磯村と下長磯村が別に記述されている。寛文8年（1668年）の「上野国郷帳」では長磯村として記述されるため、この間に分村されたとみられる[7]。

- 明治22年（1889年）4月1日 - 町村制施行により、上長磯村は天川大島村、上大島村、女屋村、東上野村、野中村、下長磯村、小島田村、小屋原村、下大島村、笂井村、上増田村、下増田村、駒形新田と合併し南勢多郡木瀬村が成立する。
- 明治29年（1896年）4月1日 - 南勢多郡と東群馬郡が統合し勢多郡となる。
- 昭和30年（1955年）4月1日 - 木瀬村の一部の天川大島、上大島、女屋、上長磯、東上野、野中が前橋市へ編入される。そのため前橋市上長磯町となる。

### 地名の由来
昔、この辺りを利根川が流れていた頃、川岸の磯であったからという。

## 世帯数と人口
2017年（平成29年）8月31日現在の世帯数と人口は以下の通りである。
| 町丁     | 世帯数  | 人口  |
| -------- | ------- | ----- |
| 上長磯町 | 285世帯 | 698人 |

## 小・中学校の学区
市立小・中学校に通う場合、学区は以下の通りとなる。
| 番地 | 小学校             | 中学校             |
| ---- | ------------------ | ------------------ |
| 全域 | 前橋市立永明小学校 | 前橋市立木瀬中学校 |

## 交通

### 鉄道
鉄道駅はない。

### 道路
国道は国道50号が通っていて、県道は通っていない。

## 施設
- 関東いすゞ自動車 前橋支店
- 稲荷神社- 旧社格は村社[10]。